# Fidejustus Walther
Karl Gustav Fidejustus Walther (* 20. März 1876 in Plauen; † 2. Dezember 1944 in Radebeul, Sachsen) war ein deutscher Verwaltungsjurist.

## Leben
Er stammte aus dem sächsischen Vogtland und war der Sohn des Fabrikanten Karl Friedrich Fridejustus Walther. Nach seiner Verwaltungsausbildung (u. a. Assessor bei der Kreishauptmannschaft Leipzig) und Promotion war Walther als Regierungsrat im Sächsischen Arbeits- und Wirtschaftsministerium in Dresden als Regierungsrat tätig. Mit Wirkung vom 1. Februar 1919 wurde er als Nachfolger von Max Weißwange zum Amtshauptmann in der Amtshauptmannschaft Annaberg ernannt. 1921 wurde er versetzt. Später war er als Oberregierungsrat in der Kreishauptmannschaft Zwickau tätig.
Walther starb 1944 im Alter von 68 Jahren und wurde auf dem Lutherfriedhof in Radebeul beigesetzt.